# Rmdir
rmdir (vagy röviden rd) a remove directory rövidítése, mely könyvtárak törlésére használható Unix, DOS, OS/2 vagy Microsoft Windows operációs rendszerekben. Általános használata:
```
rmdir könyvtár_neve
```

Ahol a "könyvtár_neve" a törlendő könyvtár. Használható a -p opció, melynek segítségével a parancs a szülőkönyvtárakat is törli.
Például:
```
rmdir -p test/vegtagok/labujj
```

Így először törlődik a labujj/, majd a vegtagok/ és utolsó sorban a test/ könyvtár.
Az rmdir parancs nem törli a könyvtárakat, ha ezekben más is található. Ahhoz, hogy mindent töröljön, kell használni az "-r" opciót, mely rekurzívan törli a könyvtár tartalmát.Például:
```
rm -r test/vegtagok/labujj
```

E parancs DOS-os megfelelője a deltree parancs, vagy az
```
rd /s directory_name
```

parancs a Microsoft Windows operációs rendszerben.